# 今帰仁朝容
今帰仁 朝容（なきじん ちょうよう、1582年 - 1609年）は琉球王国第二尚氏王統の人。尚韶威・今帰仁王子朝典を元祖とする向氏具志川御殿の五世で、唐名は向克祉、童名を真市金という。北山監守。
薩摩藩の琉球侵攻で戦死したとされる事が多い。死去した日が薩摩の今帰仁城占領の翌日であることからの推定だが、琉球侵攻の一次史料である薩摩側史料の市来孫兵衛『琉球渡海日々記』、琉球側史料の喜安『喜安日記』、どちらにも今帰仁で戦闘があったとは書かれていない（守備兵が逃げ出して無人だった今帰仁城は、占領後に火を放たれている）。死去と薩摩の占領が無関係とは考えにくいことが推定につながっているが、責任からの自決か、逃亡時に事故にあったかは定かではない。

## 系譜
- 父：向和賢・今帰仁按司朝敦
- 母：真牛金
  - 兄：向克順・今帰仁按司朝效
- 室：向氏真鍋樽
  - 長男：向縄祖・今帰仁按司朝経
  - 次男：向縄武・崎山按司朝泰
  - 長女：真呉勢　（孟氏伊野波親雲上宗常に嫁ぐ）